# 登打士大厦
登打士大厦（Dundas House）位于苏格兰爱丁堡圣安得鲁广场36号，为苏格兰皇家银行总部。1965年列为登录建筑加以保护，外觀是新古典主義建築。
登打士大厦是由建筑师威廉·钱伯斯爵士为劳伦斯·登打士爵士设计，建于1772年到1774年。这个位置在原规划中预留给圣安得烈教堂 - 与乔治街另一端夏洛特广场的前圣乔治教堂相呼应。圣安得烈教堂后来建在乔治街13号，一个不太突出的地点。 
1821年，苏格兰皇家银行获得登打士大厦，内部发生改变。